# Tablette d'Ammisaduqa
La tablette d'Ammi-ṣaduqa sur Vénus, (tablette 63 du Enuma Anu Enlil), comporte des enregistrements astronomiques relatifs à la planète Vénus préservés sur plusieurs tablettes cunéiformes qui datent du Ier millénaire av. J-C. On pense que ces enregistrements astronomiques ont été compilés sous le règne du roi Ammi-ṣaduqa, quatrième successeur d'Hammurabi. Ces textes datent donc probablement du milieu du XVIIe siècle avant notre ère (en chronologie moyenne).
La tablette enregistre les temps de lever de Vénus, de sa première et de dernière visibilité à l'horizon avant ou après le lever et le coucher du Soleil (ainsi que les levers et couchers héliaques et d'autres paramètres sur Vénus), sous forme de dates lunaires. Ces observations sont enregistrées sur une période de 21 ans.

## Sources
Cette tablette de Vénus appartient aux inscriptions du Enuma Anu Enlil (Aux jours d'Anu et Enlil), un long texte traitant de l'astrologie babylonienne, qui est principalement constitué de présages interprétant des phénomènes célestes.
La plus ancienne copie cunéiforme de cette tablette date du VIIe siècle av. J.-C. avant notre ère. Elle fait actuellement partie des collections du British Museum et a été retrouvée dans la bibliothèque d'Assurbanipal de Ninive.
Elle fut d'abord publiée en 1870 par Henry Creswicke Rawlinson et George Smith dans Enuma Anu Enlil (partie 63), "Tablette des mouvements de la planète Vénus et leurs influences" (The cuneiform Inscriptions of Western Asia, volume III).
Il y a au moins vingt exemplaires connus de ce texte, beaucoup d'entre eux fragmentaires, et subdivisés en six groupes. La plus récente de ces copies est censée être la source « B », trouvée à Kish en 1924. Elle a été copiée d'une tablette écrite à Babylone, lorsque Sargon II était roi d'Assyrie entre 720 et 704 avant notre ère.